# TEFM
TEFM (англ. Transcription elongation factor, mitochondrial) – білок, який кодується однойменним геном, розташованим у людей на 17-й хромосомі. Довжина поліпептидного ланцюга білка становить 360 амінокислот, а молекулярна маса — 41 676.
| 10         |  | 20         |  | 30         |  | 40         |  | 50         |
| ---------- |  | ---------- |  | ---------- |  | ---------- |  | ---------- |
| MSGSVLFTAG |  | ERWRCFLTPS |  | RSSLYWALHN |  | FCCRKKSTTP |  | KKITPNVTFC |
| DENAKEPENA |  | LDKLFSSEQQ |  | ASILHVLNTA |  | STKELEAFRL |  | LRGRRSINIV |
| EHRENFGPFQ |  | NLESLMNVPL |  | FKYKSTVQVC |  | NSILCPKTGR |  | EKRKSPENRF |
| LRKLLKPDIE |  | RERLKAVNSI |  | ISIVFGTRRI |  | AWAHLDRKLT |  | VLDWQQSDRW |
| SLMRGIYSSS |  | VYLEEISSII |  | SKMPKADFYV |  | LEKTGLSIQN |  | SSLFPILLHF |
| HIMEAMLYAL |  | LNKTFAQDGQ |  | HQVLSMNRNA |  | VGKHFELMIG |  | DSRTSGKELV |
| KQFLFDSILK |  | ADPRVFFPSD |  | KIVHYRQMFL |  | STELQRVEEL |  | YDSLLQAIAF |
| YELAVFDSQP |  |            |  |            |  |            |  |            |

A: Аланін

C: Цистеїн

D: Аспарагінова кислота

E: Глутамінова кислота

F: Фенілаланін

G: Гліцин

H: Гістидин

I: Ізолейцин

K: Лізин

L: Лейцин

M: Метіонін

N: Аспарагін

P: Пролін

Q: Глутамін

R: Аргінін

S: Серин

T: Треонін

V: Валін

W: Триптофан

Задіяний у таких біологічних процесах, як транскрипція, регуляція транскрипції, альтернативний сплайсинг. 
Локалізований у мітохондрії, мітохондріальному нуклеоїді.